# إيما جنسن
إيما جنسن (بالإنجليزية: Emma Jensen)‏ هي مُدرسة نيوزيلندية، ولدت في 25 نوفمبر 1977 في إقليم هاوكس باي في نيوزيلندا.